# Cmentarz ewangelicko-augsburski w Markach
Cmentarz ewangelicko-augsburski w Markach – cmentarz ewangelicki położony na terenie mareckiego Pustelnika przy ulicy Henryka Sienkiewicza.
Cmentarz powstał w pierwszej połowie XIX wieku jako miejsce spoczynku osadników niemieckich wyznania ewangelickiego oraz ich potomków, którzy osiedli na terenie Puszczy Słupeckiej. Cmentarz został opuszczony po przesiedleniu okolicznych Niemców w 1941 roku. 
W 2004 roku członkowie Koła Historycznego ze szkół Podstawowych nr 3 i 4 przygotowali album o historii cmentarza.